# Nagarjuna
Nagarjuna (ca. 150-250) (de vegades transliterat com Nâgârjuna o Nāgārjuna) va ser un filòsof budista que va desenvolupar la seva activitat intel·lectual al sud de l'Índia, entre el final del segle ii i la primera meitat del segle iii. La seva contribució principal va ser la seva orientació vital al budisme Mahayana.

## Nom sànscrit
- Nāgārjuna, en el sistema de l'alfabet internacional de transliteració del sànscrit.[5]
- नागार्जुन, en escriptura devanagari del sànscrit.[5]
- Pronunciació:
  - /nagárshuna/ en sànscrit,[5] o bé
  - /nagarshún/ en diferents idiomes moderns de l'Índia (com el bengalí, l'hindi, el marathi o el pali).
- Etimologia:[5]
  - nagá: raça que vivia als Himalaies; segons els budistes eren humans normals; segons els hinduistes, tenien cos de serp; Aryuna va rebre l'epítet "Naga" per les seves amistats amb aquesta ètnia;
  - arjuna: blanc, del color de la llet, clar, del color del dia, platejat, del color del llamp, del color de la plata; nom d'un tipus d'arbre (el Terminalia arjuna): la mare de Nagarjuna li va posar aquest nom perquè el part va succeir sota d'un arbre arshuna.

### Altres escriptures
En altres idiomes el seu nom s'escriu de la següent manera:
- Klu Sgrub (en tibetà).
- నాగార్జునా (en Telugu)
- 龍樹 (en xinès)
- 龍樹菩薩 (en mandarí)

## Biografia
De fet, hi ha ben poques fonts fiables sobre la vida de Nāgārjuna, ja que els relats foren escrits en xinès i tibetà alguns segles després de la seva mort. Segons algunes fonts, Nāgārjuna era originari del sud de l'Índia. Alguns estudiosos creuen que Nāgārjuna era conseller d'un rei de la dinastia Satavahana. Les excavacions arqueològiques a Amarāvatī indiquen que si això és cert, el rei podria haver estat Yajña Śrī Śātakarṇi, qui va governar entre els anys 167 i 196 AD. Arran d'aquesta associació, hom situa la vida de Nāgārjuna entre els anys 150 i 250 AD.
Segons una biografia dels segles IV/V traduïda per Kumaradjiva, Nāgārjuna va néixer a una família de bramans a la regió de Vidarbha i posteriorment va abraçar la religió budista.
Algunes fonts afirmen que, en els seus últims anys, Nāgārjuna visqué a la muntanya de Śrīparvata prop de la ciutat posteriorment anomenada Nāgārjunakoṇḍa ("El puig de Nāgārjuna"). Les ruïnes de Nāgārjunakoṇḍa estan situades al districte de Guntur, a l'estat d'Andhra Pradesh. Es coneix que els nikāyas Caitika i Bahuśrutīya tenien monestirs a Nāgārjunakoṇḍa. Les troballes arqueològiques a Nagarjunakonda no han estat concloents pel que fa a l'associació d'aquest lloc amb Nagarjuna. El nom "Nagarjunakonda" data de l'època medieval, i les inscripcions dels segles III-IV indiquen amb claredat que el lloc s'anomenava "Vijayapuri" en el període antic.
Nagarjuna va viure set o vuit segles després de Buda Sakyamuni. Era alhora un monjo i un pensador profund, que considerava -com altres pensadors del Mahayana-, que el poder alliberador de l'ensenyament de Shakyamuni s'estava distorsionant perillosament, per culpa de les elaboracions teòriques dels pensadors de l'Abhidharma. Al llarg dels segles, aquests pensadors havien intentat sistematitzar l'ensenyament de Buda, les seves intuïcions i les seves ensenyances; per acabar donant una descripció de la realitat, que tendia a fer creure, malgrat l'ensenyament fonamental de la vacuïtat, que a la base de la realitat amb què ens trobem, existeixen elements que tenen naturalesa pròpia.
Els pensadors de l'Abhidharma van anomenar aquests elements els dharma, espècie de maons constitutius de l'edifici de l'existència. I encara que pretenien admetre que aquests dharma no són permanents, sí que els atorgaven una naturalesa permanent. Per exemple, el foc posseeix la naturalesa pròpia de cremar, el seu svabhava. O bé l'aigua té la naturalesa de ser humida i de poder regar, etc. Van arribar a assenyalar setanta-quatre dharma. Amb una descripció així, estaven negant la interdependència i la vacuïtat, i estaven reconstruint entitats amb naturalesa pròpia. Va originar-se tal elucubració teòrica que, segons Nagarjuna, la possibilitat d'alliberar-se i de despertar seguint l'ensenyament de Buda quedava seriosament amenaçada.

## Pensament
Nagarjuna va escriure un poema en vers, el Madhyamika-karika, traduït per “Estances del Mig”, o “Poemes del Mig”. En les quals Nagarjuna aborda tots els grans temes del Dharma de Buda: l'ego, el temps, el camí, el nirvana, etc., Diuen: “Sense res que s'acabi o es produeixi, sense res que es fongui o sigui etern, sense unitat ni diversitat, sense arribada ni partida, així és la coproducció condicionada.”
La veritat profunda és que res s'acaba, ni res ha estat mai creat, tan sols hi ha un encadenament de causes i condicions, i per tant, cap de les baules de la cadena té substància pròpia, sinó que és causada per la precedent, tot i que la precedent també està influïda per la que la segueix. Per exemple, la ignorància condiciona la tendència a actuar, però aquesta tendència a actuar també fa créixer la ignorància, i el mateix passa amb cada una de les anelles, o baules. Nagarjuna afegeix: “És la coproducció condicionada dels mots i de les coses. És la pacificació beneïda. Aquell qui ens ho ha ensenyat, el Perfecte Despert, és el millor instructor, que jo saludo.” Per a Nagarjuna, és el cor del Dharma de Buda, que en el curs de les estances següents, s'esforça a detallar i desenvolupar. Però per a comprendre les coses d'aquesta manera, cal admetre el que explica en el capítol vint-i-quatre, en relació amb les quatre nobles veritats. Allí respon als teòrics de l'Abhidharma, en un diàleg imaginari, en què sense elaborar ell cap tesi pròpia, desmunta i tira per terra llurs teories.

### Sunyata
El tema principal que tracta Nāgārjuna és el concepte de śūnyatā (traduït com "el buit"), el qual porta a altres doctrines budistes, com l'anātman "no-jo" i pratītyasamutpāda "origen dependent", per tal de refutar la metafísica d'alguns dels seus filòsofs contemporanis. Per a Nāgārjuna, de la mateixa manera que per a Buda en els seus texts antics, no és només que els éssers sensibles siguin no-substancials; tots els fenòmens (dhammas) són desproveir de cap svabhāva, literalment "natura pròpia" o "existència inherent" i, per tant, no tenen cap essència subjacent. Estan buits del fet d'existir independentment; així, les teories heterodoxes de svabhāva que circulaven en aquella època van ser refutades, amb l'argument de les doctrines inicials del budisme. Això és així perquè totes les coses sorgeixen de manera dependent: no pel seu propi poder, sinó dependent de les condicions que les porten a la seva existència, al contrari que el concepte de l'ésser.
Nāgārjuna considera com a real qualsevol entitat que tingui una natura per si mateixa (svabhāva), que no està produïda per causes (akrtaka), que no depèn de res més (paratra nirapeksha).
En el versicle 14 del capítol 24 del Mūlamadhyamakakārikā es pot trobar una de les cites més famoses de Nāgārjuna sobre el buit i el co-sorgiment:
| « | (sànscrit) sarvaṃ ca yujyate tasya śūnyatā yasya yujyate sarvaṃ na yujyate tasya śūnyaṃ yasya na yujyate | (català) Tot és possible quan el buit és possible. Res no és possible quan el buit és impossible. | » |

Com a part de la seva anàlisi del buit dels fenòmens en el Mūlamadhyamakakārikā, Nāgārjuna realitza una crítica del concepte de svabhāva des de diferents punts de vista. Discuteix els problemes de dotar qualsevol tipus d'essència inherent a la causalitat, el moviment, el canvi i la identitat personal. Nāgārjuna utilitza l'eina lògica hindú del tetralema per atacar qualsevol concepció essencialista. L'anàlisi lògica de Nāgārjuna es basa en quatre proposicions bàsiques:
Tot (dharma) existeix: afirmació de l'ésser, negació del no-ésser.
Res no existeix: afirmació del no-ésser, negació de l'ésser.
Tot existeix i no existeix alhora: tant afirmació com negació.
Res existeix ni no-existeix: ni afirmació ni negació.
El fet de dir que totes les coses són 'buides' és negar qualsevol tipus de fundació ontològica; per tant, el punt de vista de Nāgārjuna sovint s'interpreta com una mena d'anti-fundacionalisme ontològic. o un anti-realisme metafísic.
El fet de comprendre la natura del buit dels fenòmens és només un mitjà per a aconseguir un fi, que és el nirvana. Així, el projecte filosòfic de Nāgārjuna és, de forma última, un projecte soteriològic, que cerca corregir els nostres processos cognitius quotidians que postulen svabhāva de manera errònia en el flux de l'experiència.
Alguns estudiosos com Fyodor Shcherbatskoy i T.R.V. Murti afirmen que Nāgārjuna fou l'inventor de la doctrina Shunyata. No obstant això, alguns treballs més recents de Choong Mun-keat, Yin Shun i Dhammajothi Thero no fou en realitat un innovador a l'hora de plantejar la seva teoria, sinó que, en paraules de Shi Huifeng, "la connexió entre buit i origen dependent no és una innovació o creació de Nāgārjuna."

### Dues veritats
Nāgārjuna també fou un mitjà per al desenvolupament de la Doctrina de les dues veritats, que afirma que existeixen dos nivells de veritat en els ensenyaments del budisme, la veritat última (paramārtha satya) i la veritat convencional o superficial (saṃvṛtisatya). Segons Nāgārjuna, la veritat última és la veritat que afirma que tot és buit d'essència, això inclou el buit en si ('el buit del buit'). Mentre que alguns autors (Murti, 1955) interpreten això etiquetant Nāgārjuna com una mena de neokantisme i, per tant, fent que la veritat última sigui un noümen metafísic o un "[concepte] últim inefable que transcendeix les capacitats del raonament discursiu", altres autors com Mark Siderits i Jay L. Garfield defensen que el punt de vista de Nāgārjuna és que "la veritat última é que no existeix tal veritat última" (Siderits) i que Nāgārjuna és un "anti-dualista semàntic" que afirma que només existeixen les veritats convencionals. Per tant, segons Garfield:
| «                                                | (anglès) Suppose that we take a conventional entity, such as a table. We analyze it to demonstrate its emptiness, finding that there is no table apart from its parts [...]. So we conclude that it is empty. But now let us analyze that emptiness [...]. What do we find? Nothing at all but the table’s lack of inherent existence. […] To see the table as empty […] is to see the table as conventional, as dependent. | (català) Suposem que prenem una entitat convencional, com una taula. L'analitzem per demostrar la seva vacuïtat, tot trobant que no existeix cap taula a part dels seus components [...]. Llavors arribem a la conclusió que és buida. Però analitzem ara aquest buit [...]. Què trobem? Res més que la falta d'existència inherent de la taula. […] El fet de veure la taula com a buida […] és veure la taula com a convencional, com a dependent. | » |
| — Garfield, J. L. (2002). Empty words, pp. 38–39 | | |   |

Per articular aquesta noció en el Mūlamadhyamakakārikā, Nāgārjuna es basà en una font prèvia del Kaccānagotta Sutta, que distingeix entre el significat definitiu (nītārtha) i el significat interpretable (neyārtha):
| «                                                                                              | (anglès) By and large, Kaccayana, this world is supported by a polarity, that of existence and non-existence. But when one reads the origination of the world as it actually is with right discernment, "non-existence" with reference to the world does not occur to one. When one reads the cessation of the world as it actually is with right discernment, "existence" with reference to the world does not occur to one. By and large, Kaccayana, this world is in bondage to attachments, clingings (sustenances), and biases. But one such as this does not get involved with or cling to these attachments, clingings, fixations of awareness, biases, or obsessions; nor is he resolved on "my self". He has no uncertainty or doubt that just stress, when arising, is arising; stress, when passing away, is passing away. In this, his knowledge is independent of others. It's to this extent, Kaccayana, that there is right view. "Everything exists": That is one extreme. "Everything doesn't exist": That is a second extreme. Avoiding these two extremes, the Tathagata teaches the Dhamma via the middle... | (català) Amb molta diferència, Kaccayana, aquest món es basa en una polaritat, la de l'existència i la no-existència. Però quan hom llegeix l'origen del món tal com és amb un cert criteri, la "no-existència" amb referència al món no apareix. Quan hom llegeix el cessament del món tal com és amb un cert criteri, l'"existència" amb referència al món no apareix. Amb molta diferència, Kaccayana, aquest món està lligat als compromisos, adherències i biaixos. Però un mateix no té implicació ni es fixa a aquestes dependències, compromisos, fixacions de coneixement, biaixos ni obsessions; i tampoc troba resolució en "ell mateix". No té cap certesa o dubte que l'estrès, quan apareix, està apareixent. En aquest sentit, el seu coneixement és independent dels altres. És fins a aquest punt, Kaccayana, que existeix una visió correcta. "Tot existeix": Aquest és un extrem. "Res no existeix": Aquest és un segon extrem. Tot evitant aquests dos extrems, el Tathagata ensenya el Dhamma via l'intermedi... | » |
| — Thanissaro Bhikkhu (1997). SN 12.15 Kaccayanagotta Sutta: To Kaccayana Gotta (on Right View) | | |   |

La versió enllaçada és la que es troba en els nikayas, que és lleugerament diferent de la que es troba en el Samyuktagama. Ambdues versions contenen el concepte de l'ensenyament mitjançant el punt intermedi entre els extrems d'existència i no-existència. Nagarjuna no fa cap referència al "tot" quan cita el text agàmic en el seu Mūlamadhyamakakārikā.

### Causalitat
Jay L. Garfield descriu que Nāgārjuna s'aproxima a la causalitat a partir de les quatre nobles veritats i l'origen dependent. Nāgārjuna distingeix entre dues visions d'origen dependent, la que causa els efectes i la que causa les condicions. Això s'explica en la doctrina de les dues veritats, on la veritat convencional i la veritat última depenen l'una de l'altra, i ambdues són buides en existència. La distinció entre efectes i condicions és controvertida. Segons l'enfocament de Nāgārjuna, la causa significa un esdeveniment o estat que té el poder de provocar un efecte. Les condicions es refereixen a causes que proliferen i provoquen un event, estat o procés posterior.

### Relativitat
Dins dels ensenyaments de Nagarjuna estava la idea de la relativitat; al Ratnāvalī, proporciona l'exemple de què la qualitat d'ésser curt només existeix en relació amb la idea de longitud. La determinació d'una cosa o objecte només és possible amb relació a altres coses o objectes, especialment si s'hi estableix una relació de contrast. Manté que la relació entre les idees de "curt" i "llarg" no és de caràcter intrínsec (svabhāva). Aquesta idea també és compartida en els Nikāyas pali i en els Āgamas xinesos, on el concepte de relativitat s'expressa de manera similar: "L'element de llum ... existeix en relació amb la foscor; l'element de bé es percep en relació amb allò que és dolent; l'element d'espai es percep amb relació a la idea de la forma."

## Llegat
Els seguidors de Nagarjuna, des de l'època de Kumārajīva, van esdevenir els fundadors d'importants escoles Mahayana fora de l'Índia. La més important fou l'escola xinesa Sānlùn (o escola dels tres tractats), fundada el segle vi pel monjo Jijang (anomenat Sanron-shu al Japó), i que desenvolupava les doctrines dels dos nivells de veritat, el buit (shunyata) i que les ensenyances més internes de Buda no es poden transmetre al llenguatge conceptual (idea que formava part de les disquisicions de Nagarjuna).
Per a l'Escola Tiantai (Tendai en japonès), fundada pel seu contemporani Jijana-Chiyi, les ensenyances de Nagarjuna conformaven els fonaments d'una altra idea: encara que les coses siguin buides, tenen una certa existència temporal, cosa que es demostra per la percepció que en tenim.
La influència de les idees de Nagarjuna en l'escola de Ch'an (Zen) també és significativa. Kamalaśīla fa jugar un rol crucial en la difusió de les idees de Nagarjuna al Tibet.
El principal estudiós de Nagarjuna fou Āryadeva (segle iii), el creador del corrent madhyamaka-prasangika, o "madhyamaki radical" (en oposició al madhmaka-svatantrika, "madhyamaki moderat"). Els principals comentaris de les obres de Nagarjuna provenen de Buddapalita (segle v), Bhavaviveka (segle vi), i Chandrakirti (segle vii).

## Obres
Existeixen un cert nombre de textos influents atribuïts a Nāgārjuna, així com diversos pseudo-epígrafs, per la qual cosa existeix una certa controvèrsia sobre quins són els seus textos autèntics.

### Mūlamadhyamakakārikā
El Mūlamadhyamakakārikā és l'obra més coneguda de Nāgārjuna. "No només és un gran comentari sobre el discurs de Buda a Kaccayana, l'únic discurs on se cita el nom de l'interlocutor, sinóo també una anàlisi detallada i curosa sobre la majoria dels discursos importants inclosos en els Nikayas i en els agamas, especialment els del Atthakavagga del Sutta-nipata.
| « | (anglès) Utilizing the Buddha's theory of "dependent arising" (pratitya-samutpada), Nagarjuna demonstrated the futility of […] metaphysical speculations. His method of dealing with such metaphysics is referred to as "middle way" (madhyama pratipad). It is the middle way that avoided the substantialism of the Sarvastivadins as well as the nominalism of the Sautrantikas. | (català) Utilitzant la teoria de Buda de l'"origen dependent" (pratitya-samutpada), Nagarjuna va demostrar la futilitat de […] les especulacions metafísiques. Hom coneix el seu mètode de tractar amb aquesta metafísica com "via intermèdia" (madhyama pratipad). És la via intermèdia la que va evitar el substancialisme dels Sarvastivadins així com el nominalisme dels Sautrantikas. | » |
| — | | |   |

En el Mūlamadhyamakakārikā, "tots els fenòmens que s'experimenten són buits. Això no significa que no es puguin experimentar, i per tant, que siguin no-existents; només que no tenen una substància permanent i eterna (svabhava) perquè, com un somni, són meres projeccions de la consciència humana. Com que aquestes ficcions imaginàries es poden experimentar, no són només noms (prajnapti)."

### Altres obres atribuïdes
Segons alguns punts de vista, en concret el de Christian Lindtner, les obres que hom pot atribuir correctament a Nāgārjuna són:
- Mūlamadhyamaka-kārikā (Versos Fonamentals de la Via Intermèdia)
- Śūnyatāsaptati (Setanta Versos sobre el Buit)
- Vigrahavyāvartanī (La Fi de les Disputes)
- Vaidalyaprakaraṇa (Polovoritzant les Categories)
- Vyavahārasiddhi (Prova de Convenció)
- Yuktiṣāṣṭika (Seixanta Versos sobre el Raonament)
- Catuḥstava (Himne a la Realitat Absoluta)
- Ratnāvalī (Garlanda Preciosa)
- Pratītyasamutpādahṝdayakārika ([Elements] Constitutius de l'Origen Dependent)
- Sūtrasamuccaya (Compendi d'Escriptures)
- Bodhicittavivaraṇa (Exposició de la Ment Il·luminada)
- Suhṛllekha (Carta a un Bon Amic)
- Bodhisaṃbhāra (Requisists per a la Il·luminació)

Buston considera que els primers sis són els tractats principals de Nāgārjuna, mentre que segons Taaranaatha només els primers cinc són obres de Nāgārjuna. T.R.V. Murti considera que Ratnaavali, Pratitya Samutpaada Hridaya i Sutra Samuccaya són obres de Nāgārjuna, ja que les dues primeres són citades profusament per Chandrakirti i la tercera per Shantideva.
Addicionalment a les obres mencionades anteriorment, n'hi ha d'altres que també s'atribueixen a Nāgārjuna. Existeix una controvèrsia sobre el fet de quines d'aquestes obres són autèntiques. Alguns estudis contemporanis suggereixen que aquestes obres pertanyen a un període notablement posterior, potser dels segles VIII o IX, amb la qual cosa no poden ser obres autèntiques de Nāgārjuna.
Tanmateix, algunes obres considerades com a importants en el budisme esotèric s'atribueixen a Nāgārjuna i els seus deixebles, segons alguns historiadors com Tāranātha, en el Tibet del segle xvii. Aquests historiadors intenten salvar les dificultats cronològiques amb diverses teories. Per exemple, una propagació de les obres posteriors mitjançant una revelació mística.
Lindtner considera que el Mahāprajñāpāramitāupadeśa "Comentari sobre la Gran Perfecció de la Saviesa" no és una obra genuïna de Nāgārjuna. Aquesta obra només se cita en una traducció xinesa de Kumārajīva. Existeix un cert debat sobre si aquesta és una obra de Nāgārjuna o d'algú altre. Étienne Lamotte, qui va traduir-ne una tercera part al francès, tenia la sensació que era obra d'un bhikkhu del nord de l'Índia pertanyent a l'escola Sarvāstivāda, qui més tard es va convertir al Mahayana. El monjo i estudiós xinès Yin Shun creia que era l'obra d'un filòsof del sud de l'Índia, i que Nāgārjuna podria ser-ne l'autor. Aquests dos punts de vista no estan necessàriament en contradicció, ja que el Nāgārjuna del sud de l'Índia podria haver estudiat el Sarvāstivāda del nord. Cap dels dos estudiosos creu que l'obra és de Kumārajīva, com altres estudiosos creuen.

## Iconografia

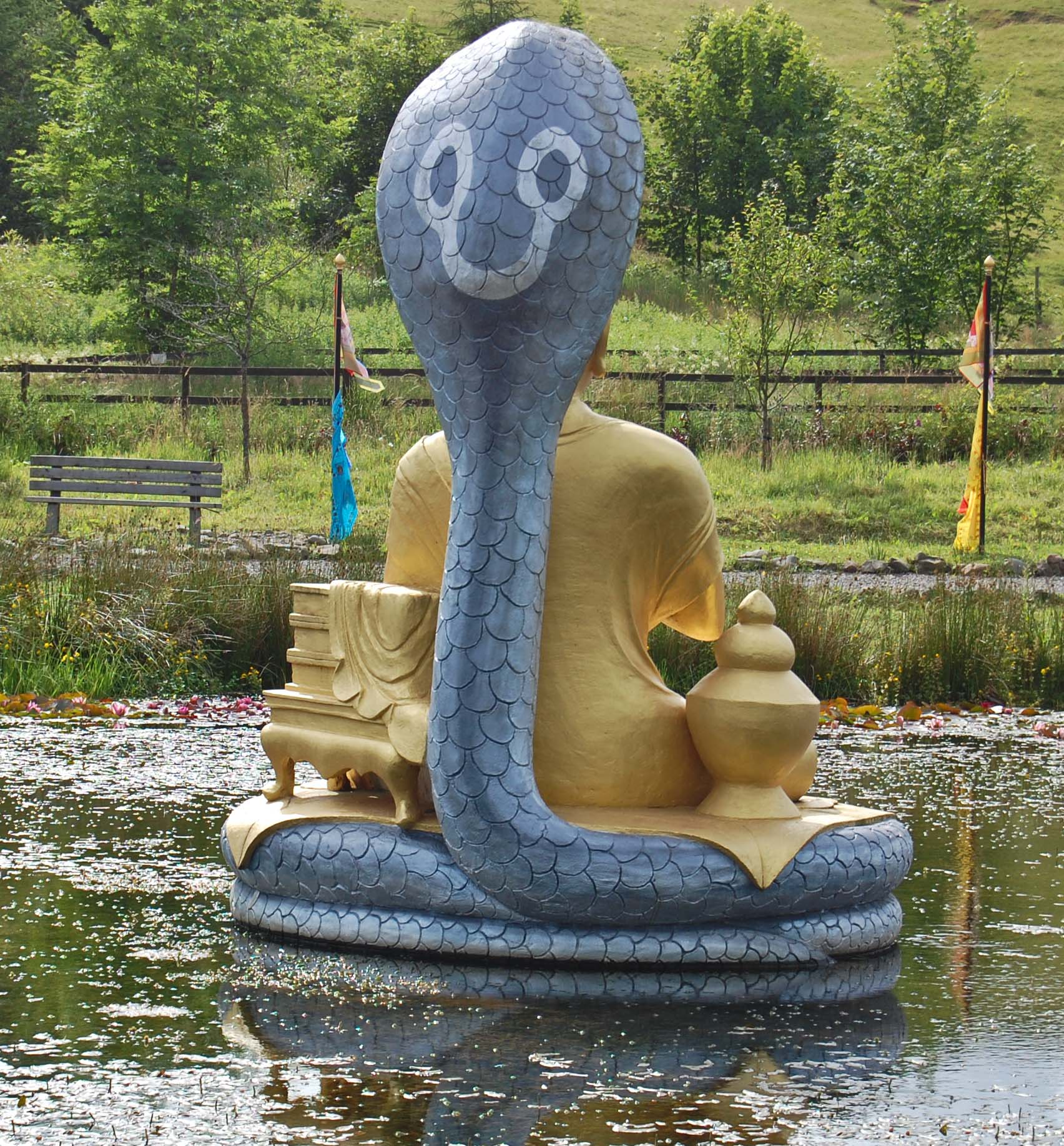
Estàtua de Nagarjuna (vista posterior), al monestir Samye Ling, Escòcia

Nāgārjuna es representa habitualment con un híbrid amb característiques d'humà i de nāga. Sovint, la representació en forma de nāga configura un baldaquí que corona i protegeix el cap humà. Aquesta noció de nāga és comuna en la cultura religiosa hindú, i acostuma a representar una serp intel·ligent o un drac, el qual és responsable de les pluges, els llacs i altres fonts d'aigua. En el budisme, és un sinònim per a un arhat, o una persona sàvia en general.